# 大气层巨兽
大气层巨兽，又称大气层动物（Atmospheric animal），是指假想中栖息于行星大气层中的生物。在美国天文学家、科幻作家卡尔·萨根的《宇宙》一书中，作者设想了这种动物生存于诸如木星之类气态巨行星的大气层内。这种动物的幻想插画也作为对奇异外星生命形式的畅想出现于各类书籍当中。

## 神秘动物学
大气层巨兽也是不明飞行物和神秘动物学的相关概念，在UFO研究史上，部分学者怀疑某些被调查的所谓航天器是否是某种生活在地球大气层的生物。最初，不明飞行物研究者特雷弗·詹姆斯·康斯特勃认为，栖息于地球大气层内的巨型变形虫状生物是对UFO现象的最佳解释。他将这类生物称之为“空中生物”（Sky Critters）。据他推测，这类生物大部分时间保持着低密度的不可见状态，通过“奥根能”（Orgone Energy）驱动身躯在空中游动；它们还可以增加身躯的密度，变为可见状态；这种生物是食肉类，动物的无故失踪和留下的被肢解的尸体证明它们有时会袭击人类和家畜。康斯特勃还相信，雷达对它们有刺激作用，能够迫使其现身。
1891年，美国印第安纳州发生的数起神秘生物目击事件，这种符合大气层动物特征的神秘生物统称为克劳福兹维尔怪物。
这些太空生物的存在早在1948年查尔斯·福特在其著作《诅咒之书》中就已经提出，后来的作者如伊万·T·桑德森、约翰·菲利普·贝索斯或特雷弗·詹姆斯·康斯特布尔都坚定地主张生态系统的存在。来源不明的大气生物：“具有类似于海洋和海洋动物的生物发光能力的生物” 奇怪的是，许多宇航员声称在太空深处观察到萤火虫蛇或类似水母的东西，有时给它们拍照并将这些奇怪的生命形式拍摄到约翰·格伦或富兰克林·马斯格雷夫的视频。
作家兼研究员安德烈亚斯·法伯凯撒（Andreas Faber-kaiser）（金奖和国家天文学奖）在他的著作《欺骗的云》中发表了名为“令人难以置信的太空水母”的一章，他警告我们，不明飞行物是新的生命形式，来到地球。 EBAS：2022 年大气生物实体 David G. Roca（阿利坎特大学）出版了《Ebas 圣经》，他声称奇怪的生物发光生命形式正在我们的大气中殖民。这些 EBAS（大气生物实体）造成了许多异常目击事件，这些目击事件与来自其他世界的飞碟相混淆。对于笔者来说，和其他许多人一样，所记录的异常现象将会越来越多，因为这些生物正在我们的大气层中繁殖，这将在未来造成一系列严重的问题。
鲁杰罗·桑蒂利（Ruggero Santilli）等独立科学家在对反物质进行研究后，在凹透镜望远镜的帮助下发表了两篇关于我们大气层中存在未知智能实体的文章。

## 科幻作品
在柯南·道尔1913年的短篇小说《航空异闻》（常觉和小蝶中译本标题，载于1917年11月25日《小说月报》8卷11号）中，作者想象了在大气高层内有一个“空气丛林”（air-jungles）生态系统，里面栖息着巨型凝胶状的半固态生物。雷·布莱伯利1950年的小说《火星编年史》中也有类似的设定。
斯派德·罗宾逊1976年的小说《Telempath》中，描述了一种能够自由穿梭于大气层的气态生物“musky”。
亚瑟·克拉克1982年出版的小说《2010太空漫遊》描述了木星栖息着大气层动物。
肯尼思·奥培尔2004年的小说《空气飞船》中也有大气层生物的故事设定。
在1992年发售的视频游戏《行星控制2》中，有一种称为“Slylandro”的外星人，他们居住于遥远的气态巨行星，只有在一定的空气密度下才能存活。
PC游戏《上古卷轴III：晨风》中，有种称作“Netch”（译为耐区或气母）的怪物，类似于漂浮在空中的巨型水母。